# الأزمة السياسية الصومالية 2021
تمثل الأزمة السياسية الصومالية لعام 2021 أزمة سياسية كبيرة واضطرابًا بين الحكومة بعد انتهاء فترة ولاية الرئيس الصومالي محمد عبد الله محمد. لقد تصاعدت الاضطرابات السياسية منذ ذلك الحين، مع اندلاع الاحتجاجات المناهضة للحكومة بعد قرار المعارضة بتأجيل الانتخابات الرئاسية الصومالية لعام 2021، وقد حضر الاحتجاجات عدد قليل من أنصار المعارضة، وهم يلوحون بالعلم الصومالي ويحملونه ويدعون الحكومة إلى الاستقالة. تصاعدت التوترات عندما وردت أنباء عن إطلاق نار كثيف خلال مظاهرات 19 و20 فبراير في مقديشو. يهدف المحتجون إلى تنظيم مسيرات احتجاجية خلال الأسابيع المقبلة والدعوة إلى خليفة في مقديشو. تهدف موجة من الميليشيات إلى الإطاحة بالحكومة وتحديد موعد الانتخابات الرئاسية الصومالية لعام 2021 في أسرع وقت ممكن، وتأمل أن تنهي الأزمة السياسية والاضطرابات.